# Viruá nationalpark
Viruá nationalpark är en nationalpark i Brasilien.  Den ligger i kommunen Caracaraí och delstaten Roraima, i den nordvästra delen av landet, 2 400 km nordväst om huvudstaden Brasília.
I omgivningarna runt Viruá nationalpark växer i huvudsak städsegrön lövskog. Trakten runt Viruá nationalpark är nära nog obefolkad, med mindre än två invånare per kvadratkilometer.